# Isabel Sharp
Isabel „Izzy“ Sharp (* 29. Juni 2005 in Southampton) ist eine britische Radsportlerin, die Rennen auf Straße und Bahn bestreitet.

## Sportlicher Werdegang
Izzy Sharp versuchte sich zunächst in verschiedenen Sportarten. Eine Zeit lang konzentrierte sie sich auf Schwimmen, was sie zum Triathlon führte. Da sie weder im Laufen noch im Schwimmen von sich überzeugt war, wechselte sie für eine Saison zum Cyclocross, was ihr nicht zusagte. Ihre Cyclocross-Trainer empfahlen ihr Training auf der Bahn, auch wurde sie von ihrem Großvater betreut, der selbst Radsportler ist.
2022 errang Sharp vier Medaillen bei Junioren-Europa- und Weltmeisterschaften. Im Punktefahren wurde sie Europameisterin. Im selben Jahr und 2023 gewann sie die Juniorinnen-Ausgabe des Omloop van Borsele sowie Gent-Wevelgem. Ebenfalls 2023 wurde sie Junioren-Vizeweltmeisterin im Einzelzeitfahren sowie auf der Bahn im Punktefahren und im Ausscheidungsfahren.
2024 wurde Izzy Sharp britische Meisterin in der Mannschaftsverfolgung und sowohl 2024 wie auch 2025 U23-Europameisterin in dieser Disziplin.

## Erfolge

### Straße
2022
- Omloop van Borsele (Juniorinnen)

2023
- Junioren-Weltmeisterschaft – Einzelzeitfahren
- eine Etappe und Gesamtwertung Omloop van Borsele (Juniorinnen)
- Gent-Wevelgem (Juniorinnen)

### Bahn
2022
- Junioren-Weltmeisterschaft – Einerverfolgung
- Junioren-Weltmeisterschaft – Ausscheidungsfahren
- Junioren-Europameisterin – Punktefahren
- Junioren-Europameisterschaft – Einerverfolgung

2023
- Junioren-Weltmeisterschaft – Punktefahren, Ausscheidungsfahren
- Junioren-Europameisterin — Zweier-Mannschaftsfahren (mit Carys Lloyd)
- Junioren-Europameisterschaft — Mannschaftsverfolgung (mit Cat Ferguson, Ella Jamieson und Carys Lloyd)

2024
- Britische Meisterin — Mannschaftsverfolgung (mit Madelaine Leech, Grace Lister und Kate Richardson)[2]
- U23-Europameisterin — Mannschaftsverfolgung (mit Sophie Lewis, Madelaine Leech und Grace Lister)

2025
- U23-Europameisterin — Mannschaftsverfolgung (mit Carys Lloyd, Madelaine Leech und Grace Lister)